# يوسف أبي رزق
يوسف إبراهيم حنّا أبي رزق (1912 - 1997) أستاذ أدبي وصحفي وشاعر لبناني. ولد في غلبون في قضاء جبيل ونشأ ودرس فيها أولًا ثم في معاد، وجبيل. عمل معلمًا ودرّس في عدّة مدارس بجنوب لبنان. ترأس تحرير مجلة «ثمرة الفنون» في 1948. في 1950 انتدبه الإرسالية الأميركية في سوريا ولبنان للسفر إلى مصر كمبعوث ثقافي لمدّة ثلاثة‌ أشهر. عمل أستاذ اللغة العربية في مدرسة الفنون الأميركية في صيدا. له مؤلفات كثيرة في الأدب، مخطوطة ومطبوعة. 

## سيرته
ولد يوسف إبراهيم حنا أبي رزق سنة 1912 في بلدة غلبون في قضاء جبيل ونشأ فيها. درس في قريته ثم في معاد، ثم في معهد سيدة ميفوق في قضاء جبيل. عمل معلمًا، ودرّس في عدة مدارس في قضاء جبيل والبترون وبسكنتا وصيدا.

دخل الصحافة، وفي عام 1948 ترأس تحرير مجلة «ثمرة الفنون» ثم أعدّ الكثير من الأحاديث الصحافية. انتدبه الإرسالية‌ الأميركية في سوريا ولبنان سنة 1950 للسفر إلى مصر وعينّها مبعوثًا ثقافيًا لمدة ثلاثة أشهر، قام أثناءها بإلقاء المحاضرات في النوادي والإذاعات والمعاهد في القاهرة والإسكندرية. منحه الرئيس كميل شمعون وسام المعارف المذهب من الدرجة الأولى في 1957. له آثار كثيرة، مطبوعة ومخطوطة.

توفي أبي رزق سنة 1997. في 11 يناير 1998 أقامت الجامعة اللبنانية الاميركية في جبيل حفلا تأبينيا في الذكرى الأول على رحيله.

## شعره
جاء في معجم البابطين عنه «شاعر الغناء للطبيعة اللبنانية والحب، وقد مزج بينهما في بنية واحدة، نظم في الغزل، وفي الوطنية، وفي المناسبات الاجتماعية. عبارته رشيقة، ومعانيه قريبة، وله صور وتعابير مبتكرة. التزم الوزن والقافية في شعره، وهو أقرب إلى مدرسة أبولو وجماعات المهجر.» 

## جوائزه
- 1957 منحه الرئيس كميل شمعون وسام المعارف المذهب من الدرجة الأولى. [1]

## مؤلفاته
- «في سبيل الفصحى»، 1957
- «مع الناس والأحداث»، 1980
- «موجز تاريخ صيدا ومدرسة الفنون»، 1981
- «من وحي آل البيت»، 1981
- «شعر»،  ديوان شعر، 1992
- «على هامش العقد الفريد»، 1997
- «تاريخ مدرسة الفنون الإنجيلية الوطنية»

من مؤلفاته غير مطبوعة:
- «حقول وبيادر»
- «ألوان من أدب العرب»
- «من مفكرتي»
- «بذور وبراعم»
- «تشطير رباعيات عمر الخيام»
- «تواريخ شعرية»
- «من رسائلي إلى الناس»
- «على أمواج الأثير»
- «من الأدب المسيحي»
- «حنين وذكرى»
- «الأعمال الشعرية الكاملة»
- «الأمثال في القصص»
- «من الأدب المسرحي»

## وصلات خارجية
- في موقع الأرشيف المجلات